# 杨根思烈士祠墓
杨根思烈士祠墓，位于江苏省泰州市泰兴市货郎店，是中华人民共和国江苏省文物保护单位之一。
1982年3月25日，授予江苏省文物保护单位，是一座近现代历史遗迹及革命纪念建筑物，纪念朝鲜战争中牺牲的杨根思。